# Семёнов, Сергей Анатольевич
Сергей Анатольевич Семёнов (род. 25 февраля 1975) — российский хоккеист, защитник.

## Биография
Воспитанник череповецкого хоккея. В сезоне 1991/92 дебютировал в местной команде первой лиги «Металлург», проведя одну игру. В сезонах 1992/93 — 1994/95 выступал за «Металлург-2» / «Северсталь-2», в сезоне МХЛ 1994/95 провёл 26 матчей за «Северсталь». Играл за «Горняк» Оленегорск (1995/96 — 1996/97), «Северсталь» и «Северсталь-2» (1996/97), за «Воронеж» и «Воронеж-2» (1997/98 — 1998/99).